# اکلیپس رکوردز
اکلیپس رکوردز (انگلیسی: Eclipse Records) یک ناشر موسیقی مستقل آمریکایی مستقر در باتلر، نیوجرسی است که از سال ۱۹۹۷ آغاز به کار کرد.